# 廣瀬恭子
廣瀬 恭子（ひろせ きょうこ、1959年 - ）は、日本の実業家、広瀬製作所社長。大阪商工会議所副会頭。

## 人物・経歴
1982年、立命館大学大学院文学研究科修士課程修了。同年、広瀬製作所に入社。1983年に取締役、2001年に代表取締役社長に就任。同社は工業ミシンの心臓部と言われる「かま」の開発・設計から製造・販売まで一貫して行い、世界80か国以上と取引をする。
2004年、大阪商工会議所女性会入会。女性が社会活躍するために多くの役職に就き、大阪商工会議所では初の女性副会頭となった。

## 他の役職
- 全国商工会議所女性会連合会 副会長[4]
- 関西商工会議所女性会連合会 会長[5]
- 日本縫製機械工業会 副会長[6]
- 大阪コミュニティ財団 評議員[7]
- 生産技術振興協会 理事[8]
- 日越関西友好協会 理事[9]